# Caecidotea nordeni
Caecidotea nordeni is een pissebed uit de familie Asellidae. De wetenschappelijke naam van de soort is voor het eerst geldig gepubliceerd in 2010 door Lewis & Bowman.